# Andrea Gabrieli

Stemma Gabrieli

Andrea Gabrieli (Venezia, 1533 circa – Venezia, 30 agosto 1585) è stato un compositore e organista italiano.

## Biografia
Lacunose sono numerose notizie riguardo alla sua vita. Si sa che nacque da famiglia patrizia a Venezia nel sestiere di Cannaregio, e alcune delle fonti più attendibili collocano l'anno di nascita intorno al 1533. 
Zio di Giovanni Gabrieli, Francesco Caffi affermò che fu allievo di Adrian Willaert, maestro della cappella marciana, dove il giovane Andrea divenne cantore nel 1546.
Egli fu attivo presso il duomo di Verona attorno al 1550 fino al 1564, e in seguito lavorò per la basilica di San Marco a Venezia.
Partecipò per una prima volta, con esito negativo, al concorso di organista in San Marco, prima di recarsi nella cattedrale di Verona come organista o cantore, mentre era qui maestro di cappella Vincenzo Ruffo.
Dopo il 1550 fu organista anche a San Geremia in Venezia, mentre nel 1557 partecipò ancora ad un concorso in San Marco, dove gli venne preferito Claudio Merulo.
Si assentò per qualche tempo da Venezia per trasferirsi in Boemia e in Baviera, dove strinse rapporti di amicizia con l'arciduca Carlo II d'Austria e con la famiglia Fugger.
Nel 1564 divenne finalmente secondo organista in San Marco e nel 1584 passò al primo organo, mentre lo sostituì al secondo il nipote Giovanni, che curò in seguito la pubblicazione postuma di alcune opere dello zio.
Ha lasciato diversi componimenti di musica sacra (mottetti, salmi, messe, un Gloria a 16 voci e altro) e profana (quasi 250 madrigali). Tra i suoi componimenti strumentali vanno ricordate le toccate organistiche, le canzoni, i ricercari e la musica d'insieme.
Scrisse sette libri di madrigali, in perfetto stile aulico, nei quali tuttavia si manifestava la tendenza al prezioso colorismo, dove lo spessore contrappuntistico si schiarisce in delicati impasti armonici.
Importante fu anche il contributo che Andrea diede alle forme leggere, sulla linea del Willaert delle Canzoni villanesche. Si tratta di brevi componimenti generalmente a tre voci, di carattere burlesco, inclini alla isoritmia vivace e brillante, spesso in dialetto, come le giustiniane, le greghesche e le mascarate, composizioni che venivano eseguite da cantori mascherati, nelle piazze o nei palazzi patrizi.
Fondamentale fu pure il contributo del compositore nell'ambito della musica sacra: nelle opere a cinque o sei voci caratterizzate dall'uso magistrale della tecnica policorale. Sono lavori a due, tre e perfino a quattro cori, nei quali Gabrieli utilizza un sontuoso stile dialogico, sfruttando tutte le possibilità offertegli dall'utilizzazione di diverse fonti sonore, con effetti di eco, enunciazioni o risposte, blocchi timbrici che si fondono in una esaltante pienezza coloristica.
Ebbe tra i suoi allievi il nipote Giovanni Gabrieli e Hans Leo Hassler.

## Espressione musicale
Un'espressione molto virtuosa rese importantissime le sue toccate per organo per la musica cinquecentesca e diede così un'importante svolta. Infatti queste toccate, dal carattere improvvisativo e ricche di passaggi virtuosistici ad ampio respiro, introdussero un nuovo atteggiamento verso la musica strumentale.

## Principali composizioni
- Due composizioni corali a otto e a dodici voci, scritte per il re di Polonia.
- Una raccolta di madrigali a tre, quattro, sei voci (se ne contano circa 250).
- Sacrae Cantiones (1565), a cinque voci.
- Canzoni ecclesiastiche (1576), per organo.
- Toccate.
- Ricercari.

- 4 cori per l'Edipo re di Sofocle.
- 110 mottetti da quattro a dodici voci.
- 7 salmi davidici a sei voci.
- 4 messe a sei voci.
- Le greghesche, composizioni cantate in un dialetto misto tra veneziano, dalmata e greco.

## Edizioni moderne
- Sacrae Cantiones 1565, Ammerbuch 2013, Verlag C. Hofius, ISMN 979-0-50248-001-1.
- Il Primo Libro di Madrigali a cinque voci, Venezia, Angelo Gardano 1566, Ricordi Milano 2008.
- Il Secondo Libro di Madrigali a cinque voci, Venezia, Angelo Gardano 1570, Ricordi Milano 1996.
- Primus Liber Missarum, Venezia, Angelo Gardano 1572, Verlag C. Hofius, Ammerbuch 2014, ISMN 979-0-50248-000-4.
- Libro Primo de Madrigali a tre voci, 1575, Ricordi Milano 1999.
- Ecclesiasticum Cantionum quatuor vocum omnibus sanctorum solemnitatibus deservientium. Liber primus, Venezia, Angelo Gardano 1576, Ricordi Milano 2001.
- Opere edite in vita: Psalmi Davidici, qui poenitentiales nuncupantur, tum omnis generis instrumentorum, Venezia, Angelo Gardano 1583, Ricordi Milano 1988.
- Opere postume. Concerti di Andrea et di Gio. Gabrieli, Venezia, Angelo Gardano 1587, Ricordi Milano 1989.
- Chori in musica composti sopra li chori della tragedia di Edippo Tiranno: recitati in Vicenza l'anno MDLXXXV, Venezia, Angelo Gardano 1588, Ricordi Milano 1995.
- Il terzo Libro de Madrigali a cinque voci, con alcuni di Giovanni Gabrieli, Venezia, Angelo Gardano 1589, Ricordi Milano 2012.
- Madrigali et ricercari a quattro voci, Venezia, Angelo Gardano 1589/90, Ricordi Milano 2012.
- Le composizioni vocali di Andrea Gabrieli in intavolature per tastiera e liuto, Ricordi Milano 1993/1999.
- Sämtliche Werke für Tasteninstrumente (edizione critica dell'opera cembalo-organistica a cura di Giuseppe Clericetti), 6 Voll. + Apparato critico, Wien 1997-1999, Doblinger (Diletto Musicale 1141-46, 09671).